# Digna Ochoa
Digna Ochoa Plácido (Misantla, Veracruz, 15 de mayo de 1964 - México, D.F., 19 de octubre de 2001) fue una abogada defensora de los derechos humanos en México, fue integrante del Centro de Derechos Humanos Miguel Agustín Pro Juárez.

## Biografía
Digna fue la quinta hija de 13 procreados por matrimonio de Eusebio Ochoa López e Irene Alicia Plácido Evangelista, Realizó su educación primaria en la escuela Manlio Fabio Altamirano, la secundaria, en la Ignacio Mejía; y la preparatoria, en la Alfonso Reyes.
En 1984 se graduó como licenciada en derecho por la Universidad Veracruzana en Casa Ricardo Xalapa, Veracruz donde empezó a trabajar a tiempo parcial en la oficina del Procurador General Justicia del estado de Veracruz en 1986.
El 16 de agosto de 1988, comprometida políticamente con grupos de oposición, y después de advertir a su familia que había encontrado una “lista negra” de activistas políticos en la oficina de su jefe, fue secuestrada en Xalapa. Ochoa declaró que sus secuestradores fueron oficiales de policía estatales y que fue violada. No hubo ninguna investigación sobre sus alegaciones.
En 1991 entró en el convento dominicano de la Palabra Encarnada donde estudió hasta 1999. Dejó el convento sin tomar los votos.
En 1996 Amnistía Internacional alerta sobre las amenazas de muerte dirigidas contra Digna Ochoa y la también abogada, Pilar Noriega, a quienes buscaban intimidar por su participación en la defensa de supuestos zapatistas de Yanga Veracruz, y el Estado de México (1995) considerados prisioneros de conciencia, además de los de Aguas Blancas y el Charco (1995), Guerrero; Acteal, Chiapas (1997). También se ocupa del caso de campesinos ecologistas presos en Guerrero Rodolfo Montiel y Teodoro Cabrera (1999).
En 1999 Digna Ochoa fue secuestrada en su propio domicilio por desconocidos, quienes la interrogaron sobre sus actividades en el Centro Prodh, respecto a la defensa de presos y sobre casas de seguridad de los movimientos armados en México. También recibió varios mensajes anónimos con amenazas de muerte en las oficinas del Prodh. El 17 de noviembre de ese año la Corte Interamericana de Derechos Humanos ordena medidas provisionales para proteger la vida y la integridad física de Digna Ochoa y demás miembros del Centro Prodh.
Para resguardar su integridad, en 2000 se traslada a los Estados Unidos. En 2001 decide regresar a México y junto con Pilar Noriega se encarga del caso de los hermanos Cerezo Contreras, estudiantes universitarios detenidos el 13 de agosto de 2001, acusados de detonar bombas en sucursales de Banamex de la Ciudad de México. 

## Muerte e investigación
El 19 de octubre de 2001 murió de manera violenta. Si bien los primeros dictámenes coincidían en que su muerte fue un homicidio, la Procuraduría General de Justicia del Distrito Federal (PGJDF) difundió una tesis de suicidio, surgida  a partir de que una pistola encontrada en lugar fue reconocida como propiedad de Digna Ochoa por uno de sus hermanos. La procuraduría también argumentó "problemas mentales" como causas que la llevaron al suicidio.
La polémica por la investigación, fallas en la autopsia y en la cadena de custodia de las pruebas llevaron a la creación de una fiscalía especializada, la cual refrendó que la causa de la muerte fue suicidio, cerrando el caso en 2011.
Centros de Derechos Humanos, así como la familia de Digna Ochoa rechazaron la hipótesis del suicidio y el cierre del caso, llevando sus  quejas a organismos nacionales e internacionales. La Comisión de Derechos Humanos del Distrito Federal presentó un informe detallando los errores y omisiones en la investigación.
A petición de sus familiares su cadáver fue exhumado en 2005 y la investigación sobre su muerte fue reabierta. Algunas indagaciones indican que tras el presunto asesinato de Digna Ochoa se encuentran caciques y militares afectados por el activismo de los presos a los cuales la abogada defendía. El 15 de marzo de 2007 en la Sierra de Petatlán, Guerrero, un campesino da a conocer información que señala al ganadero y expresidente municipal de Petatlán, Rogaciano Alba Álvarez, como presunto autor intelectual del asesinato de la abogada.
En el año 2019, la Comisión Interamericana de Derechos Humanos (CIDH) recomendó que el caso fuera abierto nuevamente, por lo que fue enviado a la Corte Interamericana de Derechos Humanos (CoIDH). El 26 de abril de 2021 comenzaron las audiencias en las que los jueces de la CoIDH cuestionaron la versión del ministerio público, en la que concluía que la activista se había suicidado. Señalaron que en la investigación hubo diversas falencias, como el mal manejo del cadáver, la escena del crimen y el no considerar las amenazas y el secuestro previo que sufrió Digna Ochoa, lo que fue tomado solamente como parte del “contexto”.
El 27 de abril de 2021, el Estado mexicano señaló que reabriría la investigación sobre la muerte de Digna Ochoa, y que al mismo tiempo realizaría una acción de reconocimiento por las violaciones al proceso en la investigación. El representante del gobierno de México, Marcos Moreno, informó ante la CoIDH que presentarían un convenio de reparación integral y la “reapertura de investigación con enfoque de género y perspectiva de derechos humanos, a través de un plan de investigación eficaz y diligente”.
El 19 de enero de 2022 en la sentencia notificada por la Corte Interamericana de Derechos Humanos en este día en el caso Digna Ochoa y familiares Vs México, la Corte concluyó que la muerte de Digna Ochoa no fue un suicidio, sino un asesinato y encontró a México responsable internacionalmente por las graves falencias que tuvieron lugar en el marco de la investigación de la muerte de la defensora de derechos humanos Digna Ochoa y Plácido ocurrida el 19 de octubre de 2001. Y dispuso entre otras que, El Estado deberá, en un plazo razonable, promover y continuar las investigaciones que sean necesarias para determinar las circunstancias de la muerta de la señora Digna Ochoa y, en su caso juzgar, y eventualmente sancionar a la persona o personas responsables de su muerte, en los términos del párrafo 159 de la presente Sentencia.
El Centro de Derechos Humanos Miguel Agustín Pro, junto con el Centro por la Justicia y el Derecho Internacional, acusaron a la PGJDF de no cumplir las recomendaciones de la Comisión Interamericana de Derechos Humanos (CIDH), y empeñarse en defender sólo una línea de investigación "sin que haya elementos sólidos para sostenerla". El ProDH se deslindó de la investigación que llevaba a cabo la Procuraduría, en la cual tenía el carácter de coadyuvante.

## Impacto cultural y homenajes
En 2003 En un homenaje, Digna Ochoa recibió el Premio Ludovic-Trarieux junto con su compañera de profesión Bárbara Zamora López, mismo que fue parte de 51 activistas y defensores de derechos humanos de 40 países. 

Estos también fueron incluidos en el libro "Hablar con la verdad al poder: Defensores de Derechos Humanos que están cambiando el mundo" escrito por Kerry Kennedy hija de Robert Kennedy.
“This murder could have been prevented if the Mexican authorities had carried out their responsibility to investigate the threats and the attacks suffered by Digna Ochoa and members of the PRODH over a number of years, and they had brought the perpetrators to justice”. (Este asesinato podría haberse evitado si las autoridades mexicanas hubieran asumido su responsabilidad de investigar las amenazas y los ataques sufridos por Digna Ochoa y miembros del PRODH durante varios años, y hubieran llevado a los responsables ante la justicia.)
En 2004 el cineasta Felipe Cazals exhibe la película Digna... hasta el último aliento.
En su honor el auditorio de la Comisión de Derechos Humanos del Distrito Federal fue bautizado con su nombre, lugar en donde se han realizado eventos para recordarla.
En el año 2004, la cantante y activista Lila Downs incluyó en su disco Una sangre la canción «Dignificada» en honor a la activista.

El Gobierno de México, ofreció disculpas públicas el 19 de octubre de 2022, frente a la familia de la defensora por conducto de Alejandro Encinas Rodríguez, diciendo: 
“Ofrezco una disculpa pública a su familia porque el Estado mexicano no garantizó su acceso a la justicia. Ofrezco una disculpa pública por las fallas en la implementación de los protocolos especializados para la investigación de su caso, del debido proceso y las debidas diligencias”, 
En mayo de 2023, se designó una calle de la Ciudad de México con su nombre; en el tramo comprendido entre la calle Doctor Lavista y Avenida Río de la Loza.